# Port lotniczy Geraldton
Port lotniczy Geraldton (IATA: GET, ICAO: YGEL) – port lotniczy położony 10 km na wschód od Geraldton, w stanie Australia Zachodnia, w Australii.

## Linie lotnicze i połączenia
- Skywest Airlines (Carnarvon, Kalbarri, Monkey Mia, Perth)
- QantasLink (Perth)